# Подолян, Юлия Владимировна
Юлия Владимировна Подолян (род. 28 июня 1985 года) — украинская тхэквондистка.

## Биография
Занимается тхэквондо с 1996 года в родной Одессе.
Чемпионка Украины в 2004—2011 года.
Бронзовый призёр Командного чемпионата Европы 2008 года в Конья (Турция),
Серебряный призёр Чемпионата Европы 2010 года в Санкт-Петербурге (Российская Федерация),
Бронзовый призёр Командного чемпионата Европы 2010 года в Баку (Азербайджан).
В марте 2011 года первой из представителей тхэквондо удостоена звания Заслуженный мастер спорта Украины.